# 1997 GA37
1997 GA37 är en asteroid i huvudbältet som upptäcktes den 3 april 1997 av LINEAR i Socorro County, New Mexico.
Asteroiden har en diameter på ungefär 2 kilometer.